# Edward Grant
Edward Grant (6 april 1926 – 21 juni 2020) was een Amerikaans wetenschapshistoricus. Hij maakte naam met het boek Physical Science in the Middle Ages uit 1971. 

## Loopbaan
Grant diende van 1943 tot 1946 in de Amerikaanse marine. Hierna vervolgde hij zijn opleiding aan het City College van New York, waar hij in 1951 zijn titel behaalde. Grant begon als docent wetenschapsgeschiedenis aan de Harvard Universiteit. Na nog een paar jaar aan de Universiteit van Maine, werd hij in 1959 professor aan de Universiteit van Indiana in Bloomington. Een van zijn studenten is David C. Lindberg.
Grant was verder een Guggenheim Fellow in 1965-66 en onderzoeker aan de Institute for Advanced Study in datzelfde jaar en in 1983-84. In 1992 ontving hij de George Sarton Medaille voor z'n werk aan de wetenschapsgeschiedenis. In 1992 ontving hij de George Sarton Medaille voor z'n werk aan de wetenschapsgeschiedenis. 
Hij overleed in 2020 op 94-jarige leeftijd.

## Publicaties
- 1971. Physical Science in the Middle Ages.
- 1981. Much Ado About Nothing: Theories of Space and Vacuum from the Middle Ages to the Scientific Revolution.
- 1994. Planets, Stars, & Orbs: The Medieval Cosmos, 1200-1687.
- 1996. The Foundations of Modern Science in the Middle Ages
- 2001. God and Reason in the Middle Ages
- 2004. Science and Religion From Aristotle to Copernicus 400 BC — AD 1550
- 2007. A History of Natural Philosophy from the Ancient World to the Nineteenth Century